# Rate Furlan
Rate Furlan (* 9. März 1911 in Padua; † 28. November 1989 in Rom) war ein italienischer Filmregisseur und Schauspieler.

## Leben
Furlan schloss in Rechtswissenschaften ab, diplomierte anschließend an der Musikschule im Fach Pianoforte und besuchte das Centro Sperimentale di Cinematografia sowie die Accademia d’Arte Drammatica. Sein künstlerisches Schaffen begann er als Opernregisseur und, verstärkt, am Theater. 1948 arbeitete er erstmals für den Film; für Giuicatemi! und La figlia della Madonna übernahm er neben dem Schreiben der Drehbücher auch Aufgaben für die Musik und den Schnitt. Nach einem unveröffentlicht gebliebenen Film debütierte er als Regisseur 1950; im Jahr darauf und 1958 folgten zwei weitere Kinowerke, doch blieb sein Hauptarbeitsgebiet das der Opernregie. Daneben trat er als Komponist und Fernsehregisseur in Erscheinung. Ab 1960 widmete er sich bis zu seinem Tode auch der Schauspielerei.

## Filmografie (Auswahl)

### Regie
- 1950: Zappatore (auch Buch, Ausstattung und Musik)
- 1951: Malavita (auch Buch, Ausstattung und Musik)
- 1958: Good-bye Firenze! (auch Buch und Musik)

### Schauspieler
- 1960: Die Königin der Barbaren (La regina dei tartari) (& Drehbuch)
- 1966: El Rocho – der Töter (El Rojo)
- 1968: Lucrezia Borgia – Die Tochter des Papstes (Lucrezia)